# ハーフペニー橋
ハーフペニー橋（愛: Droichead na Leathphingine、英: Ha'penny Bridge）は、1816年5月にアイルランドのダブリンにあるリフィー川に架けられた人道橋。正式名称は、リフィー橋（愛: Droichead na Life、英: Liffey Bridge）。

## 名称
元々はウェリントン橋（ダブリン出身のウェリントン公爵にちなんで）と呼ばれていたが、リフィー橋へ改名された。リフィー橋は、現在も橋の正式名称だが、英語では一般的にヘイペニー橋（Ha'penny Bridge）、日本語ではハーフペニー橋と呼ばれている。

## 歴史

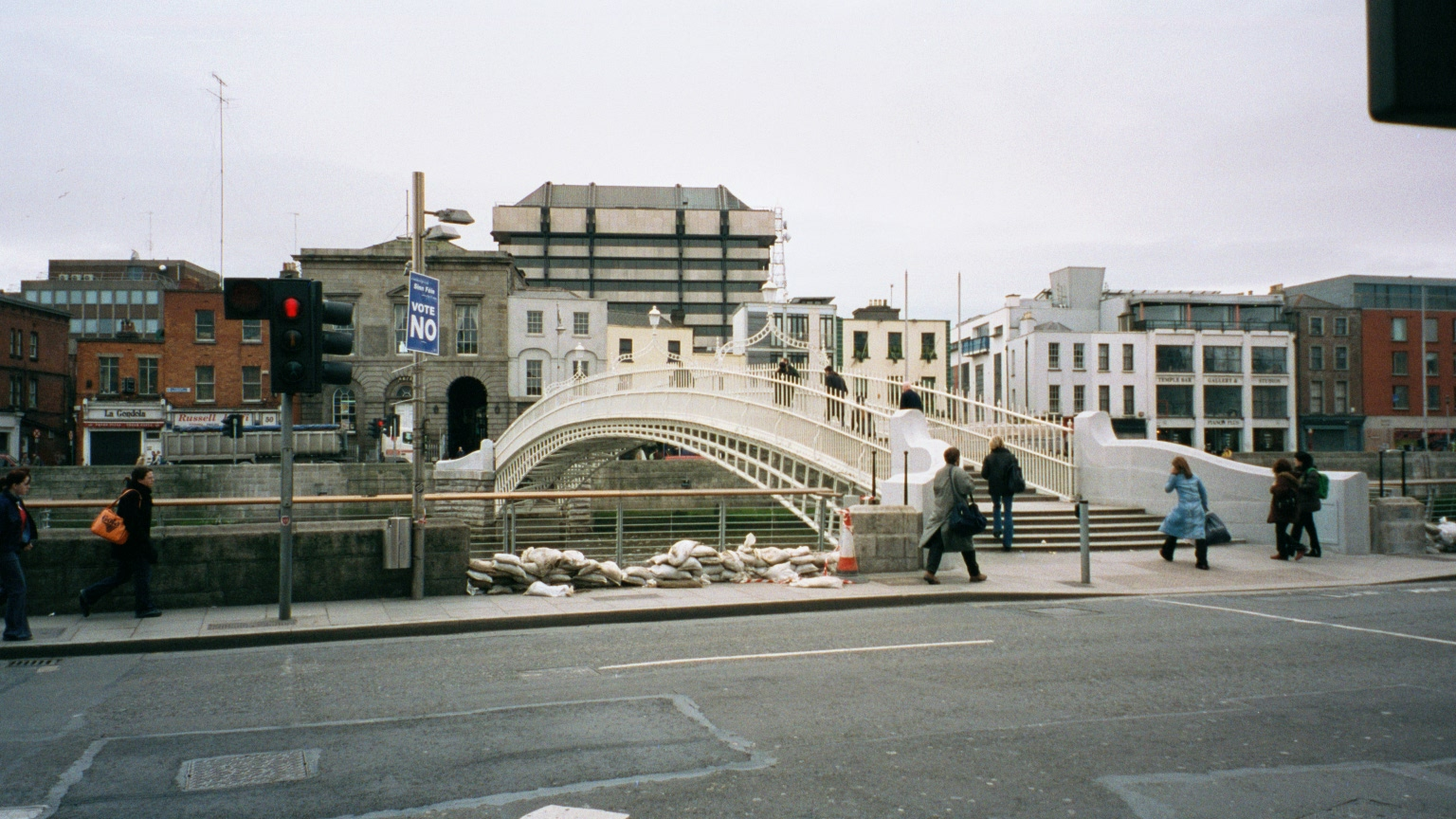
1999年のハーフペニー橋

ハーフペニー橋が建設される前には、ウィリアム・ウォルシュが運営する7隻のフェリーがリフィー川を渡っていた。フェリーの状態は悪く、ウォルシュはフェリーを修理するか、橋を架けるかのどちらかをしなければならないと知らされた。ウォルシュは後者を選択し、100年間、橋を渡る人から半ペニー（ha'penny）の通行料を徴収する権利を与えられた。
橋は鋳鉄製で、イギリスのシュロップシャー州で鋳造された。
当初、通行料は建設費ではなく、それに代わるフェリーの料金に合わせて徴収されていた。さらに、建設の条件として、ダブリン市民が橋と通行料を「好ましくない」と判断した場合には、ダブリン市の費用負担なしで撤去することが定められていた。
通行料は一時は1ペニー半（1.5ペンス）に値上げされたが、最終的には1919年に取り下げられた。通行料がかかっている間は、橋の両端に改札口が設けられていた。
ハーフペニー橋の製造は、当時のダブリン市長ジョン・クラウディウス・ベレスフォードが、イギリスのコールブルックデールに依頼した。リートリム県で採掘された鉱石を使用し、鋳鉄製の横梁を18分割してダブリンに出荷した。設計と架設は、コールブルックデールの手下の一人であるジョン・ウィンザーが監督した。

## 修築および整備

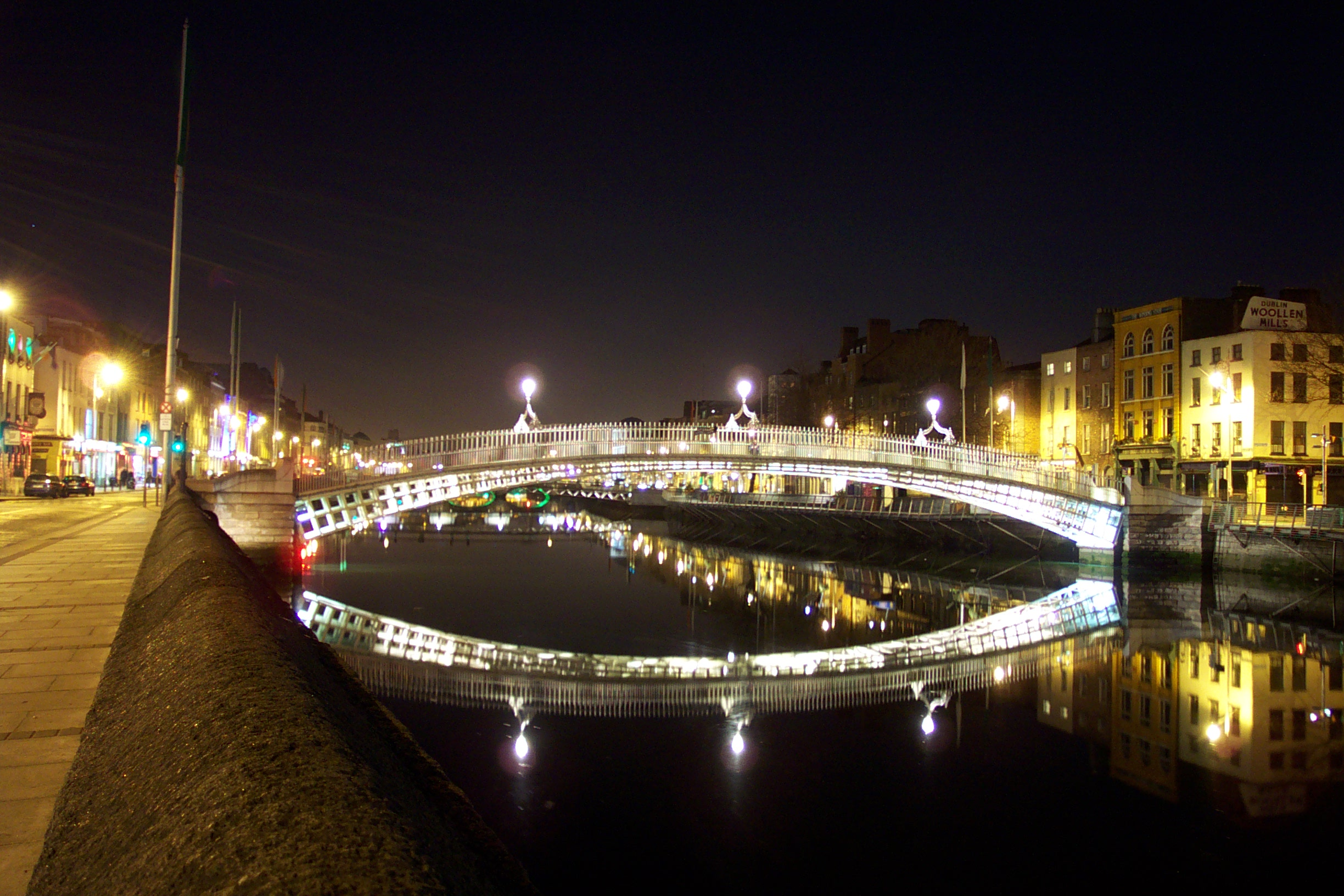
夜のハーフペニー橋

2001年には、この橋を1日に利用する歩行者の数は27,000人に達した。このような交通量を考慮し、構造調査の結果、橋の改修が必要であることが示された。橋は2001年中に修理と改修のために閉鎖され、2001年12月に元の白い色のままで再開された。
物議をかもしたが、数々の特徴が取り除かれたものの、構造物は古い部品の多くを保持するために再建された。修復作業はハーランド・アンド・ウルフによって行われた。
2012年、ダブリン市議会は、メンテナンスと破損の危険性を理由に、ハーフペニー橋とその近くのミレニアム橋から多数の愛の南京錠を撤去し、これ以上追加しないよう人々に要請した。2013年には、橋から300kg以上の錠前を撤去し、橋に南京錠をかけないように呼びかける看板を設置した。
2016年5月19日に開通200周年を迎えた。